# Urmas Kirs
Urmas Kirs (Viljandi, 5 november 1966) is een voormalig profvoetballer uit Estland, die speelde als verdediger gedurende zijn carrière. Hij speelde competitievoetbal in Estland en Finland, en beëindigde zijn actieve loopbaan in 2002. Na zijn actieve loopbaan stapte hij het trainersvak in.

## Interlandcarrière
Kirs kwam in totaal tachtig keer (vijf doelpunten) uit voor de nationale ploeg van Estland in de periode 1992-2000. Hij maakte zijn debuut onder leiding van bondscoach Uno Piir in de eerste officiële interland van het Baltische land sinds de onafhankelijkheid van de Sovjet-Unie: een vriendschappelijk duel op 3 juni 1992 tegen Slovenië (1-1) in Tallinn. Hij werd in dat duel na 77 minuten vervangen door Marko Kristal. Kirs scoorde voor Estland in de eerste officieuze interland sinds de onafhankelijkheid van de Sovjet-Unie, op 15 november 1991 in het duel tegen Litouwen, dat uiteindelijk met 4-1 verloren ging.
| Interlanddoelpunten | Interlanddoelpunten | Interlanddoelpunten | Interlanddoelpunten    | Interlanddoelpunten | Interlanddoelpunten | Interlanddoelpunten | Interlanddoelpunten |
| №                   | Datum               | Locatie             | Wedstrijd              | Goal(s)             | Score               | Uitslag             | Competitie          |
| ------------------- | ------------------- | ------------------- | ---------------------- | ------------------- | ------------------- | ------------------- | ------------------- |
| 1                   | 30.10.1996          | Kotka               | Finland – Estland      | 80'                 | 1 – 2               | 2 – 2               | Oefeninterland      |
| 2                   | 05.06.1997          | Viljandi            | Estland – Azerbeidzjan | 73'                 | 1 – 0               | 1 – 0               | Oefeninterland      |
| 3                   | 04.06.1998          | Tallinn             | Estland – Faeröer      | 90'                 | 5 – 0               | 5 – 0               | EK-kwalificatie     |
| 4                   | 23.09.1998          | Tallinn             | Estland – Egypte       | 29'                 | 1 – 0               | 2 – 2               | Oefeninterland      |
| 5                   | 28.11.1998          | Gəncə               | Azerbeidzjan – Estland | 68'                 | 0 – 1               | 2 – 1               | Oefeninterland      |

## Erelijst
FC Flora Tallinn
- Meistriliiga

1994, 1995, 1998 (1), 1998 (2)
- Beker van Estland

1995, 1998